# Naaimachinevoetje

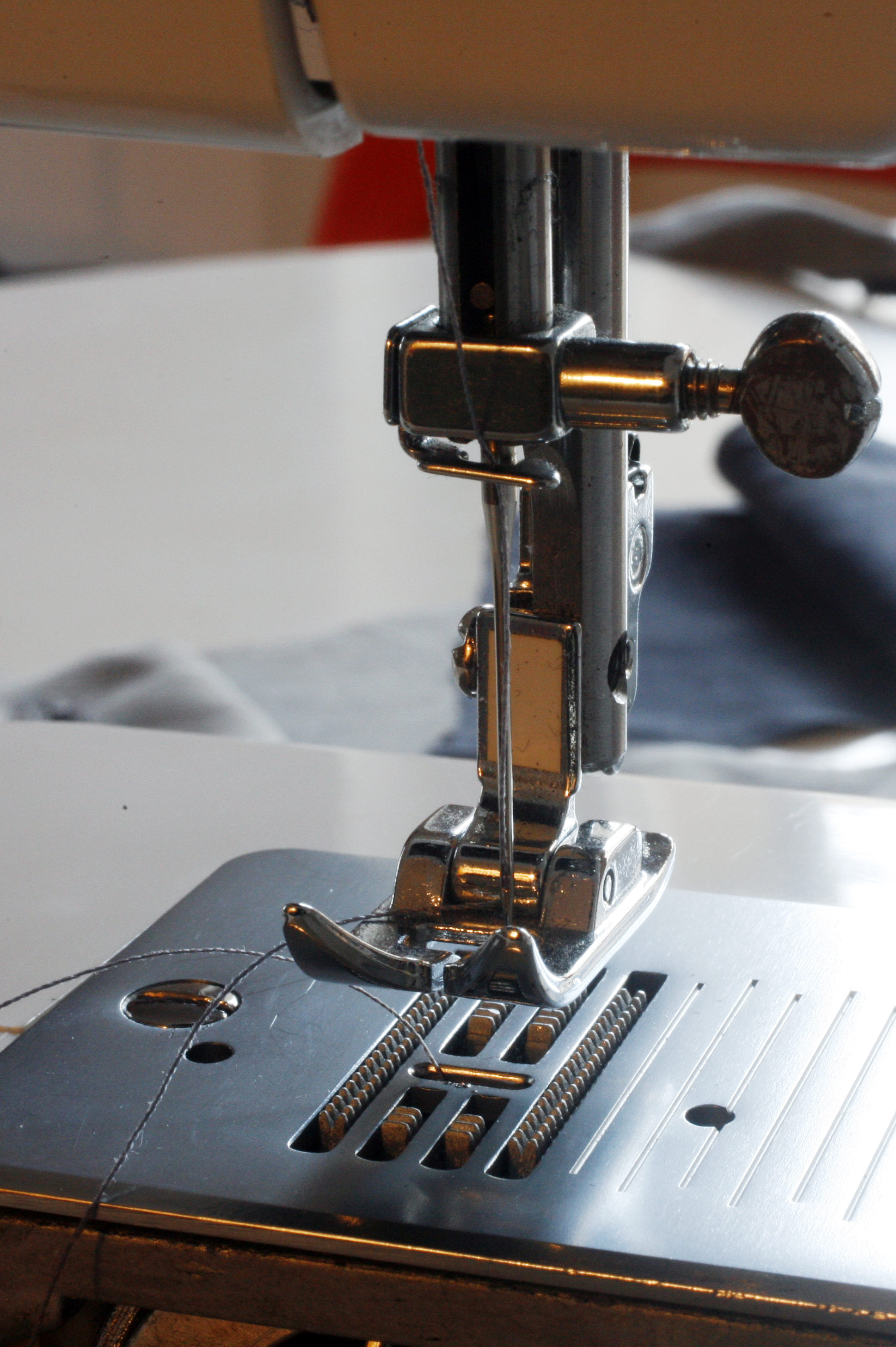
Een standaard naaimachinevoetje

Een naaimachinevoetje, ook wel naaivoetje genoemd, is een onderdeel van een naaimachine. Het doel ervan is het werkstuk (het stuk textiel dat genaaid wordt) tegen de steekplaat te drukken, zodat het gefixeerd wordt waardoor de machinenaald erdoorheen kan worden gestoken en weer teruggetrokken, en zodat het transportmechanisme het werkstuk bij elke steek op een gecontroleerde manier kan verschuiven.
Naaimachinevoetjes hebben een gat, waar de naald door heen en weer gaat. Bij de introductie van de zig-zagnaaimachine maakte men van dat gat een spleet, zodat de naald heen en weer kon bewegen.
Naaimachinevoetjes worden door de naaimachine met een veer omlaag gedrukt. Ze kunnen ook enigszins scharnieren, zodat ze kunnen meegeven als een dikker of dunner stuk textiel eronder door beweegt. Een standaard naaimachinevoetje (zie de afbeelding hiernaast) heeft twee tenen die iets omhoog gebogen zijn, om het werkstuk te geleiden.
Er bestaan talloze verschillende naaimachinevoetjes voor allerlei specifieke toepassingen, zoals het innaaien van ritsen, het maken van knoopsgaten of het leggen van zomen. Ook zijn er voetjes voor het aanbrengen van versieringen, zoals een koord of een smal lint (een soutachekoord). Nog specialistischer zijn voetjes om te rimpelen.
Er bestaan ook voetjes met een boventransport, dat geschikt is voor zeer dunne stof en dat toepassing vindt bij patronen waarbij twee te stikken delen zeer precies op elkaar moeten aansluiten. Het dubbele transportmechaniek zorgt ervoor dat de twee lagen stof niet onderling verschuiven.
De voetjes worden op de naaimachine bevestigd met een bout en zijn daardoor eenvoudig te verwisselen.
Hoewel er standaard voetjes bestaan, zijn de meeste voetjes niet uitwisselbaar tussen verschillende merken naaimachines.

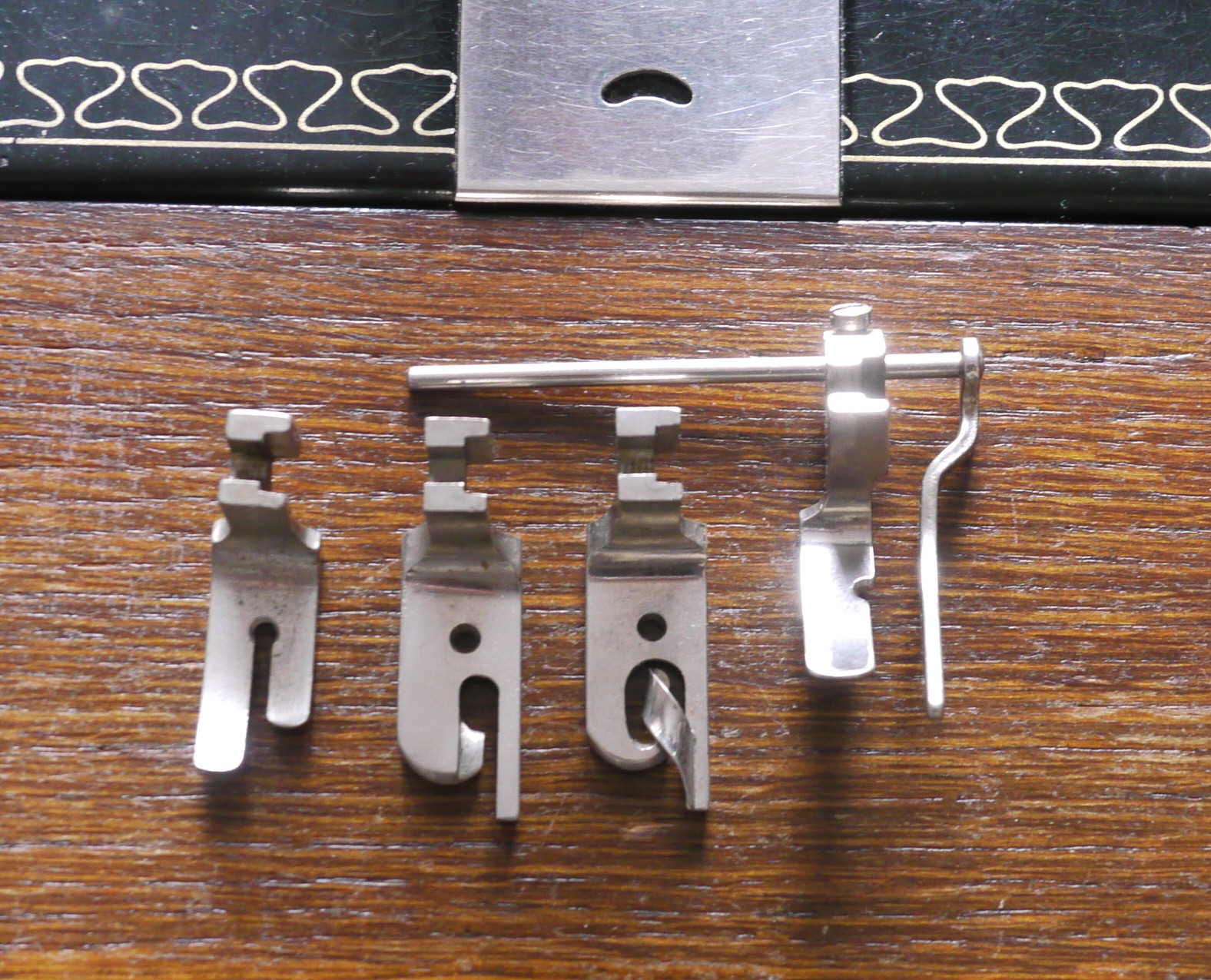
Naaimachinevoetjes voor verschillende toepassingen

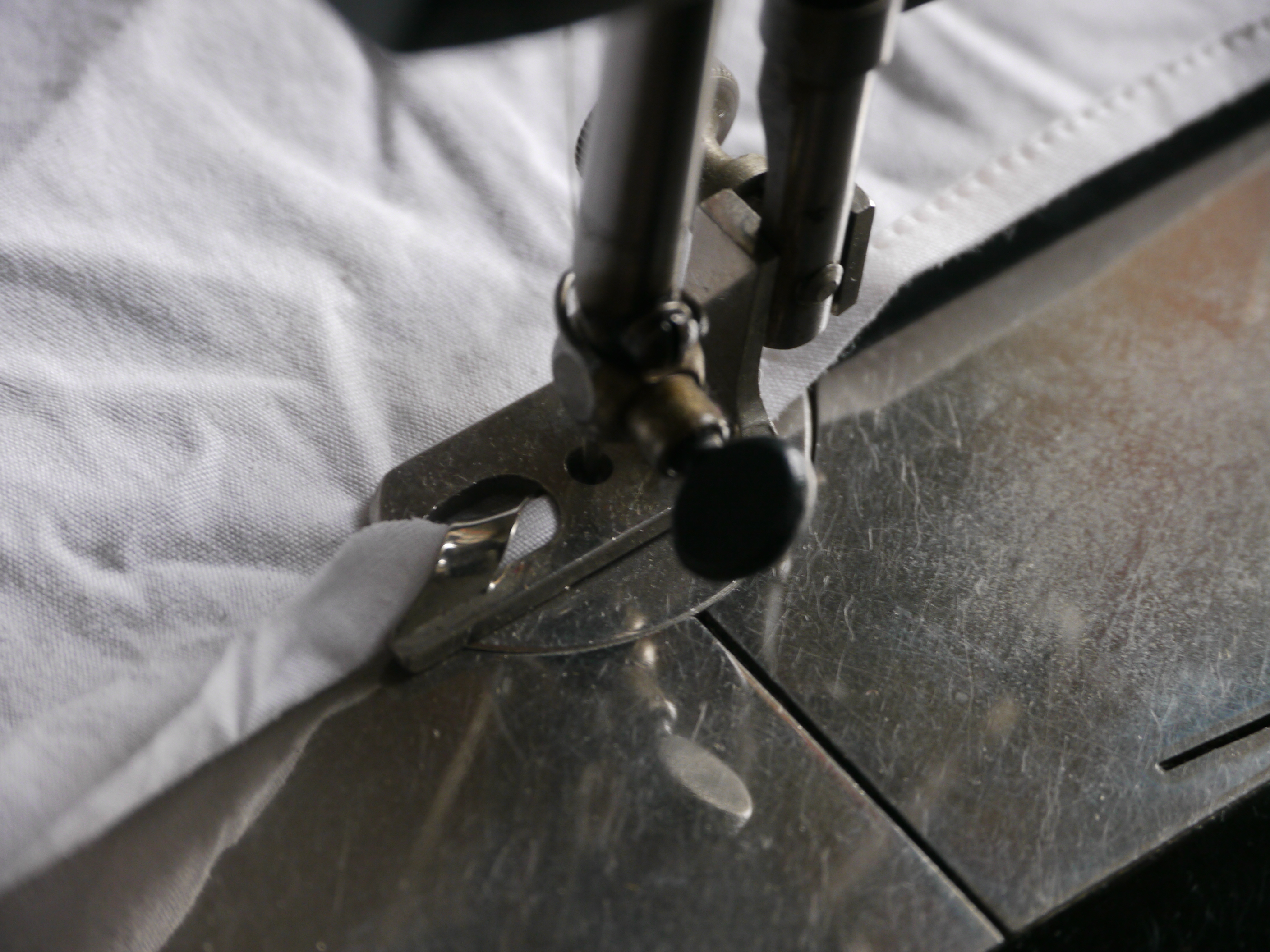
Een zoomvoetje maakt een rolzoom en naait die dicht